# Magica musica Tour 2021
Magica musica Tour 2021 è il primo album dal vivo del cantante italiano Venerus, pubblicato il 17 dicembre dalla Asian Fake e dalla Sony Music.

## Descrizione
Il disco contiene gran parte dei brani del primo album Magica musica e una selezione di altri provenienti dagli EP A che punto è la notte e Love Anthem. Figurano inoltre due improvvisazioni strumentali eseguite dall'artista insieme alla sua band.

## Tracce
1. Appartamento – 6:26
2. Forse ancora dorme – 6:32
3. Sei acqua – 8:34
4. Untitled (Jam 1 - Bologna) – 2:57
5. Lucy – 6:13
6. Altrove/Il fu Venerus – 8:41
7. Solo dove vai tu – 8:26
8. Fuori, fuori, fuori... – 8:12
9. Untitled (Jam 2 - Bologna) – 3:22
10. Love Anthem No. 1 – 4:02
11. IoxTe – 7:45
12. Luci – 11:34

## Formazione
- Venerus – pianoforte, Fender Rhodes, chitarra, voce
- Danilo Menna – batteria, percussioni
- Andrea Colicchia – basso, contrabbasso, sintetizzatore
- Danny Bronzini – chitarra solista
- Vittorio Gervasi – sassofono tenore e contralto
- Filippo Cimatti – dubstation
- Arya Delgado – voce
- Danilo Mazzone – organo B3